# Salpesia villosa
Salpesia villosa là một loài nhện trong họ Salticidae.
Loài này thuộc chi Salpesia. Salpesia villosa được Eugen von Keyserling miêu tả năm 1883.